# OpenXcom
OpenXcom ist eine Open-Source-Reimplementierung von UFO: Enemy Unknown (1994) und des Nachfolgerspiels X-COM: Terror from the Deep (1995), die zunächst nur dazu diente, diese beiden DOS-Spiele unter aktuellen Windows-Versionen lauffähig zu machen.
Für OpenXcom wurden mehrere Mods geschrieben, die es ermöglichen, einige Regelungen anzupassen sowie neue Waffen und Ausrüstung einzufügen, so z. B. die Hardmode Expansion, die sich vorwiegend auf das Bugfixing und Balancing des Originals konzentriert.
Die Anpassungsmöglichkeit von OpenXcom geht so weit, dass per Mods auch komplett neue Handlungsabschnitte hinzugefügt werden können. Dazu gehören The X-Com Files, ein größerer Mod, der aus sehr vielen Submods der OpenXcom-Community geschaffen wurde, die zunächst im noch unsteten Final Mod Pack konsolidiert wurden.
Dieser Mod enthält viele Ergänzungen, wie neue Missionstypen, Feinde, Ausrüstung und Handlungsstränge. Er verlegt das Spiel mehr in das Verschwörungsgenre der 90er und all seine Klischees. Die Feinde kommen hierbei aus dem Weltraum, den Ozeanen, aus dem Untergrund, aber vor allem innerhalb unserer eigenen Gesellschaft.
Area 51 ist eine ebenso erweiterte und Total Conversion des ersten X-COM-Teils mit einem mehr strategischen Focus. Neue monatliche Ratsmissionen können hier aus 6 verschiedenen Zielen bestehen: Verteidigung, Angriff, Zerstörung, Eroberung, Wiederherstellung oder Extraktion. Es ist möglich, hierbei auf verbündete Soldaten und Polizisten zu treffen, die die Außerirdischen angreifen, aber nur konventionelle Waffen tragen.
The World of (terrifying) silence konzentriert sich hingegen auf den zweiten Teil X-COM: Terror from the Deep.
Die Grenzen zwischen den Mods sind eher fließend, der Focus ist nur ein unterschiedlicher zugunsten von mehr Originalität, Story oder Strategie. Besondere Highlights und Innovationen, schaffen es auch immer in andere Mods.
Viele experimentelle Einflüsse der X-Com-Moddingszene fließen auch in den auf Grafik getrimmten Xeno Operations Mod ein, die zeigen was aus der Spielengine noch herauszuholen ist.
OpenXcom braucht zur Verwendung der Modifizierungen die Originaldaten von UFO: Enemy Unknown sowie von X-COM: Terror from the Deep, sofern man auch den zweiten Teil mit dem Cthulhu-Mythos (Aliens kommen aus dem Meer-Szenario) spielen will.
Seit Januar 2018 steht für die meisten Mods auch die Übersetzungsplattform Transifex zur Verfügung.

## XPiratez
XPiratez auf der Basis von "OpenXcom Extended", einer nochmals für Modifikationen stark erweiterten Version von OpenXcom, stellt ein komplett neues Spiel dar. Hierbei wurde die Geschichte 600 Jahre in die Zukunft verlagert, in der die X-Com gescheitert ist und die Erde von den Aliens erobert wurde. Als Anführer einer weiblichen Piratengang versucht man dabei in dieser Welt zu überleben. Dazu gehört wie im Original der Basisbau, die Jagd und das Plündern der UFOs, aber auch das Entführen von Aliens, sowie ihrer menschlichen Helfer.
Neue Aspekte sind in XPiratez dabei auch, das Demontieren und neu Kombinieren von Artefakten. Das Erbeuten und Hacken von Geheimdokumenten, der Kauf von Kampfhunden, Aufklärungspapageien und Söldnern aber auch das Zahlen eines Erbes sofern letztere ableben, zudem das Verkaufen von selbst hergestellten Alkoholen aus der basiseigenen Destillerie. Später kommt auch eine Münzwerkstatt und das Handeln mit Energie hinzu.
Auch lassen sich Sklaven aus Gefangenen produzieren, die dann einige Werte der Basis verbessern. Das Konzept der Zivilisation und der Emanzipation der Sklaven muss dabei in der Forschungsabteilung erst wieder neu erfunden werden. Ein besonderer Supersklave aus dem Schwarzmarkt, ein Superman-Verschnitt, lässt sich auch im Kampf verwenden. Das Spiel gewinnt so im Spielverlauf zunehmend an Komplexität und ergänzt diese später noch durch die Entwicklung von magischen Voodoo Fähigkeiten. Auch lassen sich zivile Advisoren als Aufklärer mit Statusscanner sowie als Mediziner in den Kampf mitnehmen.
Die zahlreichen Fraktionen stellen dabei vor allem verschiedene Gilden und Sekten dar, die sich mit den Aliens arrangiert haben oder kurz davor stehen und auch eigene große Basen unterhalten. Darunter auch das offizielle Government oder die Humanisten als faschistoide Sekte, die unter anderem auch in Reichsflugscheiben in der Welt unterwegs ist. Das Spiel nimmt hier einige Anleihen aus einigen alten id-Software-Spielen z. B. Wolfenstein 3D und Doom für die feuerspuckenden Dämonen. Einige UFOs sehen zudem auch dem Raumschiff Enterprise oder Millennium Falcon aus Star Wars verblüffend ähnlich.
Neben einer Unzahl von verschiedenen Rüstungen, Nah- und Fernkampfwaffen, gibt es auch einige schwere Mörser und teure Raketen, die fast das gesamte Spielfeld samt den UFOs darin sprengen können. Allerdings gilt es auch in XPiratez zivile Opfer zu vermeiden, um die Subventionen, die man von anderen Fraktionen erhält, nicht zu gefährden.
Das Spiel richtet sich vornehmlich an erfahrene X-COM- und Strategiespieler und geht im Gegensatz zur Neuauflage kaum Kompromisse zugunsten eines Einstiegs auch für jüngere oder Gelegenheitsspieler ein. Das Spiel wird zurzeit nur in Englisch entwickelt, ist für weitere Übersetzungen jedoch offen, wie auch eine Übersetzung ins Tschechische bereits zeigte. Besonderheiten sind zudem der Forschungsbaum im Romanumfang, der mit einem stetig wachsenden Erkenntnisstand über die Welt von XPiratez informiert, sowie die auch ab Version 0.99A.1 für das Spiel hinzugekommenen eigenen Soundtracks und die "Diaries", dabei handelt es sich um umfangreiche Statistiken für jeden einzelnen Piraten, welche auch ein großes Arsenal an Orden und Ehrenzeichen bietet.
Die Entwicklung von X-Piratez wird auch durch die Entwicklung von Submods vorangetrieben, die meist später Eingang in den Hauptmod finden.